# Championnat d'Espagne masculin de handball 2022-2023
Navigation
Liga ASOBAL 2021-2022 Liga ASOBAL 2023-2024
Le Championnat d'Espagne masculin de handball 2022-2023 est la soixante-et-douzième édition de cette compétition.
Le FC Barcelone remporte son 30e titre ainsi que, comme lors des saisons précédentes, toutes les compétitions nationales auquel il est engagé (Coupe du Roi, Coupe ASOBAL, Supercoupe ibérique. Il est en revanche battu en demi-finale de la Ligue des champions
Pour la première fois de son histoire, le BM Cuenca termine à la deuxième place et devance le Granollers. En bas de tableau, les deux promus du début de saison, l'ADC Guadalajara et le BM Cisne (es), retournent à l'étage inférieur.

## Présentation

### Modalités
Les seize meilleurs clubs d'Espagne s'affrontent en matchs aller-retour du 3 septembre 2022 au 3 juin 2023.
Le club classé premier à l'issue des 30 journées est sacré champion d'Espagne et se qualifie pour la Ligue des champions. Les deux derniers sont relégués en deuxième division et sont remplacés par deux clubs promus.

## Compétition

### Classement
|    | Équipe                          | Pts | J  | G  | N | P  | Bp   | Bc  | Diff |
| -- | ------------------------------- | --- | -- | -- | - | -- | ---- | --- | ---- |
| 1  | FC Barcelone T S C L            | 60  | 30 | 30 | 0 | 0  | 1187 | 804 | 383  |
| 2  | BM Ciudad Encantada Cuenca      | 42  | 30 | 19 | 4 | 7  | 891  | 841 | 50   |
| 3  | BM Granollers                   | 40  | 30 | 18 | 4 | 8  | 968  | 919 | 49   |
| 4  | CD Bidasoa Irun                 | 39  | 30 | 19 | 1 | 10 | 982  | 873 | 109  |
| 5  | CB Logroño La Rioja             | 35  | 30 | 16 | 3 | 11 | 907  | 911 | -4   |
| 6  | BM Torrelavega (es)             | 32  | 30 | 15 | 2 | 13 | 924  | 940 | -16  |
| 7  | CB Ademar León                  | 32  | 30 | 14 | 4 | 12 | 996  | 993 | 3    |
| 8  | CB Puente Genil                 | 30  | 30 | 14 | 2 | 14 | 915  | 960 | -45  |
| 9  | CB Benidorm                     | 25  | 30 | 11 | 3 | 16 | 875  | 903 | -28  |
| 10 | Atlético Valladolid             | 25  | 30 | 11 | 3 | 16 | 868  | 917 | -49  |
| 11 | BM Huesca                       | 23  | 30 | 9  | 5 | 16 | 919  | 937 | -18  |
| 12 | BM Sinfín                       | 22  | 30 | 9  | 4 | 17 | 832  | 918 | -86  |
| 13 | Helvetia Anaitasuna             | 22  | 30 | 9  | 4 | 17 | 876  | 902 | -26  |
| 14 | Frigoríficos del Morrazo Cangas | 20  | 30 | 7  | 6 | 17 | 839  | 922 | -83  |
| 15 | ADC Guadalajara                 | 18  | 30 | 8  | 2 | 20 | 834  | 958 | -124 |
| 16 | BM Cisne (es)                   | 15  | 30 | 7  | 1 | 22 | 857  | 972 | -115 |

Ligue des champions
- Champion et qualifié

Ligue européenne
- Qualifié
- Invité

Relégation en División de Honor Plata
- Barrage de relégation
- Relégué

Classement officiel
Abréviations
- T : Tenant du titre 2022
- P : Promus de División de Honor Plata
- C : Vainqueur de la Coupe du Roi
- L : Vainqueur de la Coupe ASOBAL
- S : Vainqueur de la Supercoupe ibérique

### Barrage de relégation
| Date aller          | Équipe 1  | Score   | Score   | Score   | Équipe 1                        | Date retour         |
| Date aller          | Équipe 1  | Aller   | Total   | Retour  | Équipe 1                        | Date retour         |
| ------------------- | --------- | ------- | ------- | ------- | ------------------------------- | ------------------- |
| 07/06/2023, 20 h 00 | BM Málaga | 20 - 24 | 46 - 56 | 26 - 32 | Frigoríficos del Morrazo Cangas | 11/06/2023, 12 h 00 |

Le Frigoríficos del Morrazo Cangas est maintenu et le BM Málaga reste en D2.

## Statistiques et récompenses

### Récompenses
À l'issue du championnat d'Espagne, une nouvelle fois dominé par le FC Barcelone qui a remporté tous les titres nationaux, l'équipe-type de la saison est :
| Poste           | Joueur                  | Équipe                     |
| --------------- | ----------------------- | -------------------------- |
| Meilleur joueur | Gonzalo Pérez de Vargas | FC Barcelone               |
| Gardien de but  | Gonzalo Pérez de Vargas | FC Barcelone               |
| Ailier gauche   | Pancho Lombardi         | ADC Guadalajara            |
| Arrière gauche  | Antonio García          | BM Granollers              |
| Demi-centre     | Juan Castro Álvarez     | CB Ademar León             |
| Arrière droit   | Joaquim Nazaré (de)     | BM Ciudad Encantada Cuenca |
| Ailier droit    | Antonio Martínez        | CB Ademar León             |
| Pivot           | Ludovic Fabregas        | FC Barcelone               |
| Défenseur       | Thiagus dos Santos      | FC Barcelone               |
| Entraîneur      | Antonio Rama            | BM Granollers              |
| Espoir          | Faruk Yusuf             | BM Granollers              |

### Statistiques
Les meilleurs buteurs sont :
| #  | Joueur                 | Club                       | Buts | MJ | Moy  |
| -- | ---------------------- | -------------------------- | ---- | -- | ---- |
| 1  | Joaquim Nazaré (de)    | BM Ciudad Encantada Cuenca | 192  | 30 | 6,40 |
| 2  | Antonio Martínez       | CB Ademar León             | 188  | 30 | 6,27 |
| 3  | Alexandre Chan         | BM Cisne (es)              | 183  | 30 | 6,10 |
| 4  | Antonio García Robledo | BM Granollers              | 162  | 27 | 6,00 |
| 5  | Álvaro Martínez Lobato | Atlético Valladolid        | 149  | 30 | 4,97 |
| 6  | Juan Castro Álvarez    | CB Ademar León             | 144  | 28 | 5,14 |
| 7  | Melvyn Richardson      | FC Barcelone               | 140  | 30 | 4,67 |
| 8  | Jon Azkue              | Bidasoa Irún               | 139  | 27 | 5,15 |
| 9  | Carlos Álvarez         | BM Cisne (es)              | 137  | 30 | 4,57 |
| 10 | Ramiro Martínez        | Club Balonmano Benidorm    | 132  | 30 | 4,4  |

## Bilan de la saison
| Tableau d'honneur de la saison 2022-2023 |                            |                               |
| Compétition                              | Vainqueur                  | Commentaire                   |
| Championnat d'Espagne                    | FC Barcelone               | 30e titre                     |
| Coupe du Roi                             | FC Barcelone               | 24e titre                     |
| Coupe ASOBAL                             | FC Barcelone               | 18e titre                     |
| Supercoupe ibérique                      | FC Barcelone               | 1er titre                     |
| Bilan en coupes d'Europe 2022-2023       |                            |                               |
| Compétition                              | Qualifiés                  | Commentaire                   |
| Ligue des champions                      | FC Barcelone               | 3e place                      |
| Ligue européenne                         | BM Granollers              | Finaliste                     |
| Ligue européenne                         | CD Bidasoa                 | 1/8 de finale                 |
| Ligue européenne                         | BM Benidorm                | Phase de groupe               |
| Ligue européenne                         | BM Ciudad Encantada        | Premier tour                  |
| Ligue européenne                         | CB Ciudad de Logroño       | Premier tour                  |
| Qualifications européennes 2023-2024     |                            |                               |
| Compétition                              | Qualifiés                  | Commentaire                   |
| Ligue des champions                      | FC Barcelone               | Champion d'Espagne            |
| Ligue européenne                         | BM Ciudad Encantada Cuenca | Deuxième du championnat       |
| Ligue européenne                         | BM Granollers              | Troisième du championnat      |
| Ligue européenne                         | CB Ciudad de Logroño       | Finaliste de la Coupe du Roi  |
| Promotions et relégations                |                            |                               |
| Relégués en Division 2                   | ADC Guadalajara            | Après 1 saison en Liga ASOBAL |
| Relégués en Division 2                   | BM Cisne (es)              | Après 1 saison en Liga ASOBAL |
| Promus de Division 2                     | BM Puerto Sagunto          | Champion                      |
| Promus de Division 2                     | BM Nava (es)               | Vice-champion                 |